# Disputa Chu-Han
La disputa Chu-Han (206-202 a. C.) fue un período de interregno entre la dinastía Qin y la dinastía Han en la historia de China. Tras el colapso de la dinastía Qin en 206 a. C., Xiang Yu dividió el antiguo Imperio Qin en los dieciocho reinos. Las guerras civiles pronto estallaron en una lucha por la supremacía, con el surgimiento de dos grandes poderes contendientes, a saber, el Estado Chu dirigido por Xiang Yu, y la dinastía Han dirigido por Liu Bang. Varios reyes menores también combatieron, pero estos fueron en gran parte insignificantes en comparación con el principal conflicto entre Chu y Han. La guerra terminó en 202 a. C. con la victoria total de Han en la Batalla de Gaixian y Liu Bang pronto se coronó como el primer emperador de la dinastía Han.